# 善三郎 (呼出)
善三郎（ぜんざぶろう、1930年8月18日 - ）は、大相撲の呼出。本名：杉本善三郎。京都府出身、春日野部屋所属。
1946年9月初土俵。初土俵から19年間は土俵に立っていない。1965年1月場所より、全呼出が土俵上で呼び上げを行うようになった際、20年目にして初めて土俵に立った。
1994年7月場所、呼出に番付制が導入されたことに伴い、副立呼出に指名された。
最初の番付掲載期間中の1959年（昭和34年）3月場所から番付に載り、1960年（昭和35年）1月場所からの番付から削除された期間を挟んで、呼出の番付制導入の1994年（平成6年）7月場所に番付に復活し停年退職の1995年（平成7年）7月場所まで番付に載った。同様に最初の番付掲載期間中に番付に載り、番付削除期間を挟んで番付掲載復活後も番付に載った経歴を持つ呼出には他に寛吉がいる。

## 履歴
- 1946年9月　初土俵
- 1965年1月　初呼び上げ
- 1994年7月　副立呼出に指名される。
- 1995年7月場所限りで定年退職。